# F-16
F-16 „Fighting Falcon“ („боен сокол“) е американски боен самолет, разработен от General Dynamics през 70-те години на 20 век. F-16 е лек и маневрен многоцелеви изтребител за завоюване на въздушно превъзходство. Той е предназначен да допълни приетия по това време тежък изтребител F-15 „Eagle“ с минимално тегло и максимално бойно натоварване. В България се очаква да пристигнат първите 8 самолета до 2025 г.

## История
В началото на 1970-те години ВВС на САЩ обявяват конкурс за нов реактивен изтребител (LightWeight Fighter Program, LWPF), който да допълни F-15 „Eagle“. Първият изпитателен полет на прототипа Модел GD401, обозначен от ВВС на САЩ като YF-16, е осъществен инцидентно на 20 януари 1974 г. – при засилване по полосата прототипът се оказва във въздуха и на изпитателя Фил Арчър не му остава друго, освен да направи един почетен кръг и след 6 непредвидени минути полет да се приземи благополучно. Първият официален полет става на 2 февруари, а на 9 май същата година излита и прототипът (YF-17) – бъдещият F/A-18 Hornet на другата фирма, участваща в конкурса, Northrop. След около година целеви изпитателни полети, в началото на 1975 г. General Dynamics получава одобрение и договор за развитие на проекта до серийно производство. Първият предсериен F-16 излита на 8 декември 1976 г. Серийното производство на самолета започва през 1978 г.
Модификациите с допълнително радиооборудване и специализирана навигационна система допринасят за отлично прихващане, координация и водене на огън по наземно разположени цели, без значение от метеорологичните условия. В такова изпълнение самолетът е добър изтребител-бомбардировач, но това е постигнато с компромис относно маневреността, тъй като допълнителното оборудване увеличава общото тегло на самолета.
F-16 е на въоръжение в 25 страни, като в 20 от тях е основен тактически изтребител; над 3000 самолета от този вид са на активна служба по света.
Италия по програмата Peace Caesar получава 34 машини (26 F-16A-15ADF, 4 F-16B-15ADF, 4 F-16A/B-5/10) в периода 2003 – 2004 година. Използва ги 10 години с лизингов договор.
Венецуела също по програмата Peace Delta получава 24 машини (18 F-16A-15, 6 F-16B-15) в периода 1982 – 1984 година. Повече от 10 години изтребителите не летят поради липса на части.
Някои от модификациите на F-16 (F-16C и F-16D) се произвеждат по лиценз в Турция (заводите на TAI) и Южна Корея (от корпорацията „Samsung“).
Mitsubishi F-2 е многоцелеви изтребител, създаден от General Dynamics F-16 Fighting Falcon, произведен от Mitsubishi Heavy Industries и Lockheed Martin за Японските сили за самоотбрана във въздуха (JASDF). Дяловото разделение в производството между Япония и Съединени щати е 60/40 Програмата започна през 1984 г. като Mitsubishi SX-3 и първото въздухоплавателно средство влезе в експлоатация през 2000 г. Първите 76 машини JASDF получават до 2008 г., като бяха произведени общо 98 самолета (включително 4 прототипа). Първият радар с електронно сканиран масив (AESA) на борда на самолет е J/APG-1, въведен на Mitsubishi F-2 през 1995 г. F-2 е наречен „Viper Zero“, позовавайки се на полуофициалния псевдоним на F-16 на „Viper“ и на Mitsubishi A6M Zero.
Цената на Mitsubishi F-2 е 127 милиона долара (2009).
Планирано е производството му да продължи и след 2010 г.

## Бойно използване
Първият боен успех на F-16 в Израел е постигнат в схватка „въздух – въздух“ от Израелските военновъздушни сили (IAF) над долината Бекаа на 28 април 1981 г. срещу сирийски хеликоптер Ми-8, който е свален с оръдеен изстрел. Първата битка „въздух – земя“ на самолета е, когато Израел бомбардира иракската ядрена централа в Озирак на 7 юни 1981 г. с 8 свои летателни апарата F-16, съпроводени от 6 самолета тип F-15.
В Ливан е ползван срещу сирийските въздушни сили в яростни сражения през 1982.
В редовете на коалицията са използвани стотици самолети F-16 по време на войната в Кувейт.
По време на войните в бивша Югославия през 90-те години на 20 век самолетите F-16 на коалицията участват в многобройни наблюдателни мисии и извършват няколко рейда и въздушни битки в Босна и Херцеговина.
По-масово е използван във войната с Косово през 1999 г., където холандски и американски F-16 свалят няколко МиГ-29 на югославската армия.
В Афганистан се използва от края на 2001 г. в редовете на американските и европейските сили.
От 2003 г. се използва и от коалицията в Ирак.

## Серийни модели
F-16A/B
F-16A (едноместен) и F-16B (двуместен) са първоначално произвежданите варианти. Те включват блок-версии 1, 5, 10 и 20. Block 15 е първата значителна промяна, включваща по-големи хоризонтални стабилизатори.
F-16C/D
F-16C (едноместен) и F-16D (двуместен) са следващите варианти, като тяхното производство започва през 1984 г. Първата C/D версия е Block 25, с подобрена авионика и радар, включващ поразяване на целите отвъд пределите на визуалното откриване при всякакви метеорологични условия. Block 30/32, 40/42, и 50/52 са следващите версии на C/D варианта. Цената на един F-16C/D през 1998 е 18,8 милиона щатски долара.
F-16E/F
F-16E (едноместен) и F-16F (двуместен) са по-нови варианти, базирани на F-16C/D Block 50/52. Block 60 е специално произведен за ВВС на Обединените арабски емирства. Тази блок-версия включва подобрения в радарната система тип AESA, авиониката, както и по-мощен двигател.
F-16V
F-16V самолет с по-добри характеристики от Block 60. Плановете за обновяване са съобщени от вицепрезидентът на Lockheed Martin по време на авиошоу в Сингапур през 2012 г. Новият вариант включва нов AESA радар, нов бордови компютър, подобрения в кокпита и др.
Към месец април 2025 година F-16V Block 70 вече е приет на въоръжение във ВВС на Република България, като тя е единствената страна-членка на НАТО на Балканите, която оперира с F-16V Block 70.

## F-16 MLU
Проектът MLU (mid-life update) стартира през 1989 г., а през май 1991 г. започва неговата реализация. Целта на проекта е да увеличи ресурса на самолета с нови 10 – 20 години (4000+ или общо минимум 8000 полетни часа).
Промените включват:
Нов компютър за бойно използване
Компютърът е произведен от Texas Instruments. Той заема 42% по-малък обем, 55% по-малко тегло, и използва 37% по-малко електроенергия.
Нов радар
Новият радар е произведен от Westinghouse и е с обозначението AN/APG-66 (V2). Той може да следи до 10 цели едновременно и да обстреля 6 от тях с ракети AIM-120 AMRAAM.
Нови мултифункционални дисплеи
Новите мултифункционални дисплеи (MFD) за MLU стандарта са произведени от Honeywell. В кабината са монтирани два LCD дисплея с активна матрица и размери 10x10 cm.
HOTAS
В MLU стандарта е реализиран принципът HOTAS (ръцете на лоста и управлението на двигателя).

## Сравнителни тактико-технически характеристики
| Изтребител               | JAS 39 Gripen                                                                           | Dassault Rafale                                           | МиГ-29                                   | F-16C Block 50                                                                               | F-18 | Eurofighter Typhoon                                       | J-10                                               |
| ------------------------ | --------------------------------------------------------------------------------------- | --------------------------------------------------------- | ---------------------------------------- | -------------------------------------------------------------------------------------------- | --- | --------------------------------------------------------- | -------------------------------------------------- |
| Произход                 | Швеция                                                                                  | Франция                                                   | СССР                                     | САЩ                                                                                          | САЩ | Европа                                                    | Китай                                              |
| Изображение              |                                                                                         |                                                           |                                          |                                                                                              | |                                                           |                                                    |
| Двигател                 | 1х Volvo Aero RM12                                                                      | 2х Snecma M88-2                                           | 2х Климов РД-33                          | 1х General Electric F100-PW-129                                                              | 2х General Electric F404-GE-402                                                                                        | 2х Eurojet EJ200                                          | 1х WS-10A Тайхан                                   |
| Тяга на максимал         | 54 kN                                                                                   | 50,04 kN всеки                                            | 53,9 kN всеки                            | 79,2 kN                                                                                      | 48,9 kN всеки | 60 kN всеки                                               | 89,17 kN                                           |
| Тяга на форсаж           | 80 kN                                                                                   | 75,62 kN всеки                                            | 81,4 kN всеки                            | 129,4 kN                                                                                     | 79,2 kN всеки | 90 kN всеки                                               | 129,4 kN                                           |
| Максимална скорост       | 2410 km/h                                                                               | 1900 km/h                                                 | 2445 km/h                                | 2145 km/h                                                                                    | 1915 km/h | 2120 km/h                                                 | 2450 km/h                                          |
| Маса празен              | 6620 kg                                                                                 | 9500 kg                                                   | 11 000 kg                                | 8273 kg                                                                                      | 11200 kg | 11000 kg                                                  | 9730 kg                                            |
| Нормална излетна маса    | 8720 kg                                                                                 | 14 016 kg                                                 | 16 800 kg                                | 12 000 kg                                                                                    | 16 850 kg | 15 550 kg                                                 | 18 500 kg                                          |
| Максимална излетна маса  | 14 000 kg                                                                               | 24 500 kg                                                 | 21 000 kg                                | 19 200 kg                                                                                    | 23 400 kg | 23 500 kg                                                 | 19 277 kg                                          |
| Таван на полета          | 15 240 m                                                                                | 16 800 m                                                  | 18 000 m                                 | 17 200 m                                                                                     | 15 000 m | 19 800 m                                                  | 20 000 m                                           |
| Скороподемност           |                                                                                         | 305 m/s                                                   | до 330 m/s                               | 254 m/s                                                                                      | 254 m/s | 315 m/s                                                   |                                                    |
| Макс. далечина на полета | 2800 km (с доп. рез.)                                                                   | 3700 km                                                   | 2100 km (с доп. рез.)                    | 3943 km (с доп. рез.)                                                                        | 3330 km (с доп. рез.)                                                                                                  | 1390 km (без доп. рез., няма)                             | 3000 km (с доп. рез.)                              |
| Дължина                  | 14,1 m                                                                                  | 15,27 m                                                   | 17,37 m                                  | 15,03 m                                                                                      | 17,1 m | 15,96 m                                                   | 15,5 m                                             |
| Височина                 | 4,5 m                                                                                   | 5,34 m                                                    | 4,73 m                                   | 5,09 m                                                                                       | 4,7 m | 5,28 m                                                    | 4,78 m                                             |
| Размах на крилете        | 8,4 m                                                                                   | 10,8 m                                                    | 11,4 m                                   | 9,45 m                                                                                       | 12,3 m | 10,95 m                                                   | 9,7 m                                              |
| Тяговъоръженост          | 0,94                                                                                    | 1,10                                                      | 1,13                                     | 0,898 – 1,095                                                                                | 0,95+ | 1,16                                                      | 0,98                                               |
| Въоръжение – ракети      | 6х AIM-9 или 6х AIM-120 или 4х Skyflash 4х AGM-65 Maverick или 2х KEPD 350или 2х RBS-15 | до 14 MICA/ R.550 Magic/ въздух-земя/ Exocet/ ядрена ASMP | 6 различни ракети, най-често Р-27 и Р-77 | до 6 ракети AIM-120B AMRAAM 2х AIM-7 Sparrow до 6 ракети AIM-9 Sidewinder до 6 ракети IRIS-T | 4х AIM-9 или AIM-132 или IRIS-T или AIM-120 и 2х AIM-7 или 2х допълнителни AIM-120 ракети въздух-земя и противокорабни | До 13 ракети AIM-9/ AIM-132/ AIM-120/ IRIS-T/ въздух-земя | До 11 ракети PL-8/ PL-9/ PL-11/ PL-12/ въздух-земя |
| Въоръжение – бомби       | 4х GBU-12 2х Bombkapsel 90 8х Mk 82                                                     | Paveway                                                   | до 3500 kg (вкл. ракетите)               | до 4500 kg ракети въздух-земя, НУРС, управляеми и неуправляеми авиобомби                     | различно | Paveway JDAM HOPE/HOSBO                                   | КАБ-500Л и други                                   |
| Въоръжение – оръдия      | 1х 27 mm оръдие BK-27                                                                   | 1х 30 mm оръдие GIAT 30                                   | 1х 30 mm оръдие ГШ-30-1                  | 1х 20 mm Gatling-оръдие M61 Vulcan                                                           | 1х 20 mm Gatling-оръдие M61 Vulcan                                                                                     | 1х 27 mm оръдие ВК-27                                     | 1х 23 mm оръдие                                    |

## Експериментални модели, непроизведени серийно
- F-16/79
- F-16XL
- F/A-16
- F-16/101
- F-16 VISTA / MATV / NF-16D
- AFTI/F-16

## На въоръжение
F-16 е на въоръжение в 25 страни, като в 20 от тях е основен тактически изтребител; над 3000 самолета от този вид са на активна служба по света (към август 2024).
- България-F-16V/D от 2025 г. – закупени са 16 броя, 8 се очакват през 2025, а 8 – през 2027. На 2 април 2025 година в 3-та авиационна база пристигна първият боен самолет F-16 Block 70, като официалната церемония по неговото посрещане бе на 13 април.[3]
- Гърция-F-16C/D
- Египет-F-16A/B, F-16C/D
- Израел-F-16A/B, F-16C/D, F-16I
- Катар-12
- ОАЕ – F-16E/F Blok 60
- Пакистан-F-16A/B, F-16AM/BM, 18F-16C/D
- Полша-F-16A/B, F-16C/D
- Румъния-F-16 AM/BM block 15 MLU
- САЩ-F-16A/B, F-16C/D
- Тайван-F-16A/B
- Турция-F-16C/D
- Южна Корея-F-16C/D
- Украйна – Доставени от Нидерландия и Дания

## Бивши оператори
- Венецуела – 24 машини (18 F-16A Blok15, 6 F-16B Blok15) получава в периода 1982 – 1984 година/нямат поддръжка/.
- Италия – 34 машини (26 F-16A-15ADF, 4 F-16B-15ADF, 4 F-16A/B-5/10) получава в периода 2003 – 2004 година с 10-годишен лизингов договор.